# IC 2501
IC 2501 ist ein planetarischer Nebel im Sternbild Carina. Das Objekt wurde im Jahre 1904 von Williamina Fleming entdeckt.